# PZL Mielec M18 Dromader
Il PZL Mielec M18 Dromader (in polacco dromedario) è un aereo multiruolo prodotto dalla polacca PZL Mielec a partire dal 1976 ed impiegato principalmente come aereo agricolo e da lotta antincendi.

## Storia
L'aereo è stato sviluppato da WSK Mielec, in seguito divenuta PZL Mielec, nella prima metà degli anni '70 con l'ausilio della statunitense Rockwell International per espandere il mercato al di fuori del blocco orientale. Rockwell propose di avviare la produzione del Rockwell Commander 112, che venne rifiutato, e del Rockwell Thrush Commander, sui quali venne installato un radiale ASz-62 prodotti localmente su licenza e già montato sugli An-2 prodotti su licenza da PZL.
Il primo prototipo ha compiuto il primo volo il 27 agosto 1976 e il modello ha ottenuto la certificazione polacca il 27 settembre 1978; il 23 gennaio 1981 ha ottenuto la certificazione della FAA.
Il Dromader è stato prodotto in oltre 750 esemplari ed esportato in 24 nazioni.

## Tecnica
La struttura della fusoliera centrale e posteriore, la cabina, le estremità alari e i sistemi di controllo erano gli stessi del Thrush Commander mentre la parte frontale della fusoliera, le superfici di controllo, le ali e il carrello sono stati ridisegnati; la cabina è stata pressurizzata.

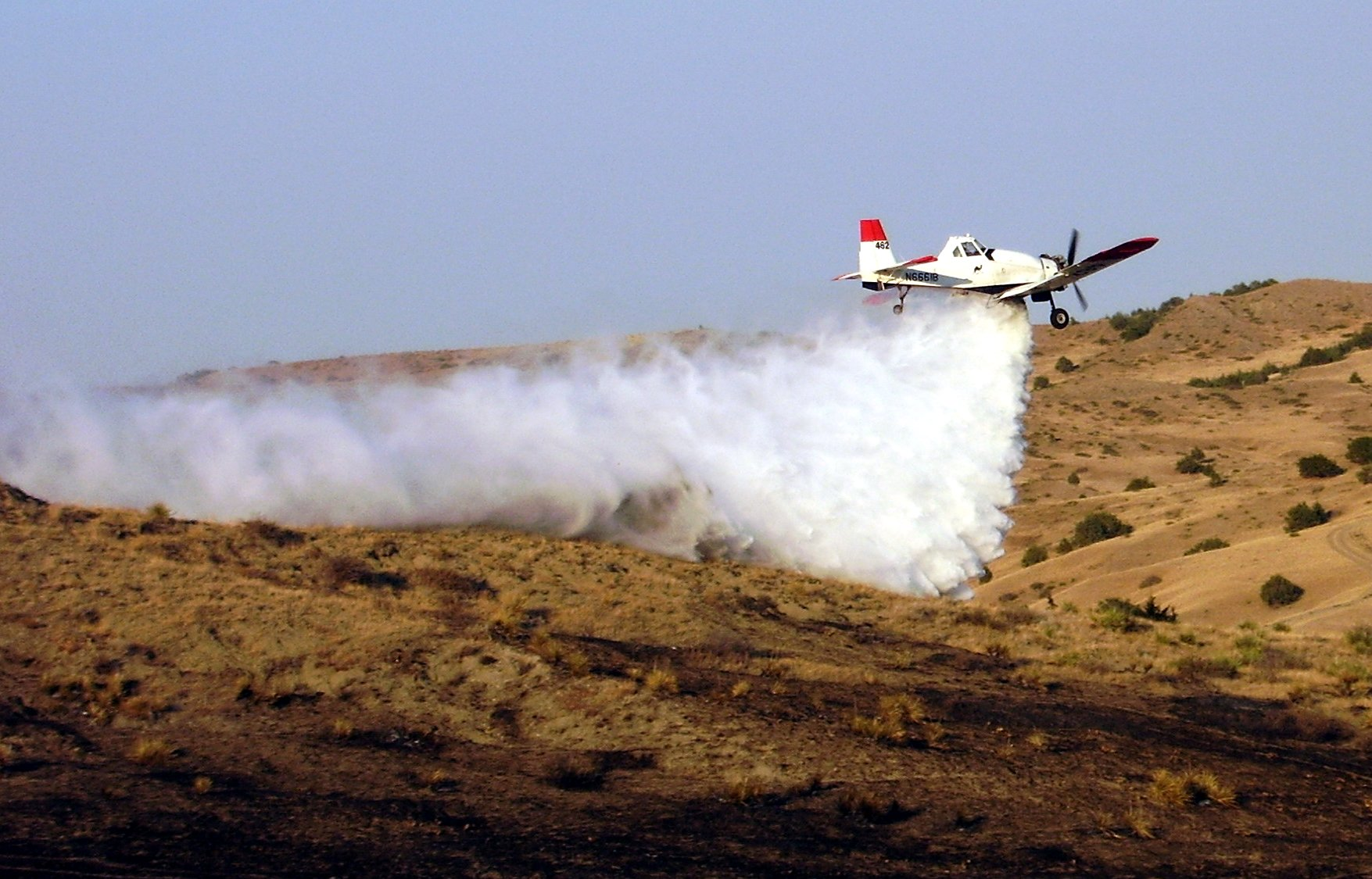
M18B attivo in un'operazione antincendio in Dakota del Sud

La fusoliera è interamente metallica, ha una struttura a travatura reticolare in acciaio e il rivestimento è in duralluminio ad eccezione della parte inferiore che è in acciaio inossidabile. Il carrello di atterraggio triciclo posteriore è fisso. Il motore è un PZL Kalisz ASz-621R da 731 kW (980 shp) a nove cilindri raffreddato ad aria; il combustibile è alloggiato nelle ali e il serbatoio del carico, realizzato in fibra di vetro e con un volume di 2 500 l, può essere utilizzato come serbatoio ausiliario per il combustibile durante i voli di trasferimento. Nelle versioni da addestramento M18AS e M18BS il volume del serbatoio è ridotto per consentire l'alloggiamento dell'istruttore e dei comandi di volo doppi. La cabina ospita un pilota e, a partire dalla versione M18A, può ospitare un tecnico posizionato dietro al pilota e seduto in direzione opposta rispetto a quella di volo. La cappottatura della cabina è realizzata in fibra di vetro.
L'impianto idraulico, che può operare tra 98 e 137 bar, controlla i flap, i freni a disco e il sistema di rilascio del carico, l'impianto elettrico è in corrente continua ed è alimentato da un generatore a 28,5 V e 100 A o da una batteria da 24 V. L'avionica è Bendix/King KX 155 o KY 196A.

## Versioni
- M18: versione monoposto iniziale

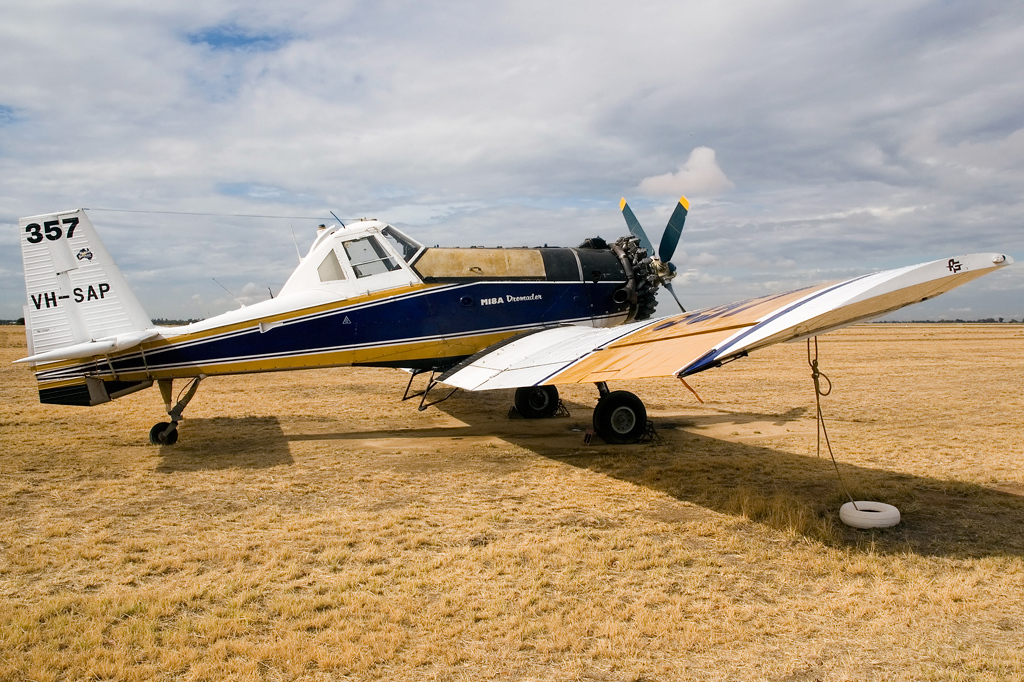
M18A australiano

- M18A: versione prodotta dal 1984 con un posto aggiuntivo per un tecnico
- M18AS: versione biposto da addestramento con comandi doppi
- M18B: versione prodotta dal 1993, analoga al M18A ma con capacità di carico aumentata
- M18BS: M-18B biposto da addestramento con comandi doppi
- M18C: versione con un PZL Kalisz K-9 da 895 kW (1 200 shp) prodotta in un unico prototipo
- T45 Turbine Dromader: versione prodotta dal 1985 ed equipaggiata con un turboelica Pratt & Whitney Canada PT6A-45, PT6A-65, Honeywell TPE331-10 o Lycoming T53-L-7
- M21 Dromader Mini: versione con capacità di carico ridotta prodotta solo in prototipi nel 1982
- M24 Dromader Super: versione con capacità di carico aumentata prodotta nel 1987 in 4 prototipi
- M25 Dromader Mikro: versione con capacità di carico ridotta, mai prodotto

## Utilizzatori

### Civili
Serbia
- JAT Privredna Avijacija

11 M18B acquistati tra il 1980 e il 1986, di cui 6 utilizzati nel ruolo antincendio.
 Stati Uniti
- Western Pilot Service

### Governativi
Cile
- Corporación Nacional Forestal[7]

### Militari
Croazia
- Hrvatsko ratno zrakoplovstvo i protuzračna obrana

numero imprecisato di Dromader agricoli trasformati in aerei da attacco al suolo improvvisati utilizzati durante la guerra d'indipendenza croata.
 Grecia
- Polemikí Aeroporía

30 M18B e 3 M18BS consegnati, 21 in servizio nel 2021 e 12 persi in incidenti.

## Velivoli comparabili
- Air Tractor AT-802
- Embraer EMB 200 Ipanema
- Piper PA-25 Pawnee
- PZL-106 Kruk
- Zlín Z 37